# A Dash for the Timber
A Dash for the Timber est un tableau réalisé par le peintre américain Frederic Remington en 1889. Cette huile sur toile de grand format représente huit cow-boys à cheval fuyant au galop des Nord-Amérindiens manifestement plus nombreux, avec lesquels ils échangent des tirs d'armes à feu.
Illustration des guerres apaches que l'artiste a cherché à documenter dans le Sud-Ouest des États-Unis, cette peinture de bataille originale présente une composition dynamique, la chevauchée ayant lieu en direction du spectateur. Par ailleurs, la scène qu'elle figure suscite une tension narrative, le bosquet où cherchent à s'échapper les hommes blancs apparaissant comme leur dernier espoir : alors qu'une de leurs montures est déjà blessée à l'encolure, l'un des cavaliers chavire, sûrement frappé par une balle ennemie. Pour ces raisons, l'œuvre anticipe en partie le genre cinématographique qu'est le western.
Accueilli par une critique favorable à l'Académie américaine des beaux-arts l'année qui a suivi son exécution, le tableau a aidé au lancement de la carrière de son créateur. Il est conservé depuis 1961 au musée Amon Carter de Fort Worth, au Texas, dont il est l'un des chefs-d'œuvre. À compter de l'extension Brave New World sortie en 2013, il apparaît dans le jeu vidéo Civilization V en tant qu'œuvre d'art exceptionnelle que peut créer une civilisation via un grand artiste.

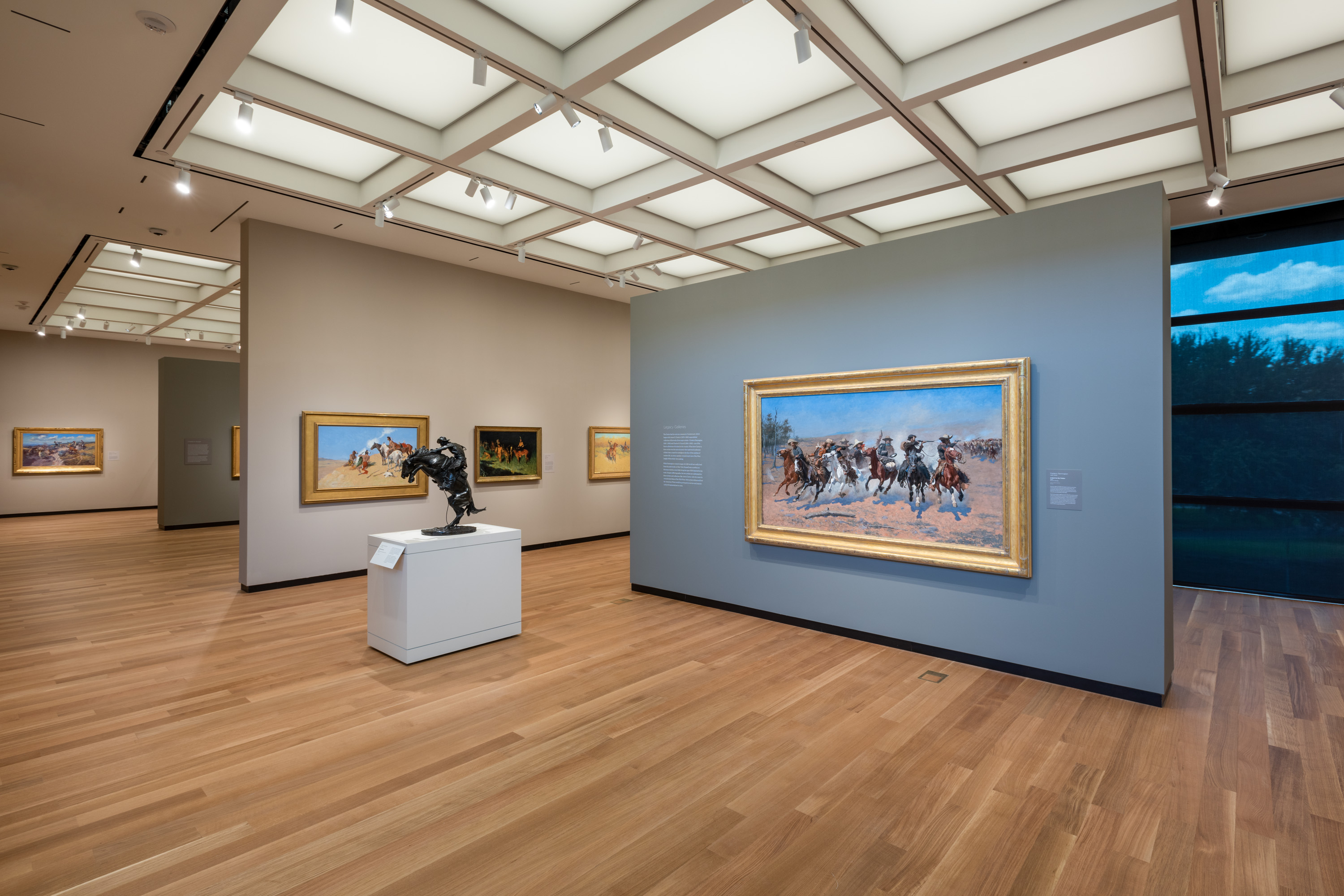
A Dash for the Timber au musée Amon Carter de Fort Worth.